# 宫道邻
宮道鄰（日语：／ Miyaji Rin，2000年7月8日—），日本女子摔跤运动员。她曾代表日本参加挪威奥斯陆举行的2021年世界摔跤锦标赛，获得女子自由式68公斤级银牌。